# Danjaq
 Der er for få eller ingen kildehenvisninger i denne artikel, hvilket er et problem. Du kan hjælpe ved at angive troværdige kilder til de påstande, som fremføres i artiklen.

Danjaq, LLC (tidligere Danjaq S.A.) er det holdingselskab, der er ansvarlig for copyright og varemærkerettighederne til karakterer, elementer og andre materialer relateret til James Bond på det store lærred. Det ejes i dag af familien til Albert R. Broccoli, medinitiativtager til den populære fil franchise. EON Productions, produktionsselskabet, der producerer James Bond filmene er et datterselskab til Danjaq.

## Historie

### Oprettelse
Danjaq blev oprettet af Albert R. Broccoli og Harry Saltzman efter udgivelsen af den første James Bond film Dr. No i 1962, for at sikre alle fremtidige film i serien. Det nye selskab blev kaldt Danjaq S.A., en kombination af Broccoli og Saltzmans koners navne (Dana Broccoli og Jacqueline Saltzman). Danjaq begyndte sit samarbejde med United Artists i 1962.

### Finansiel krise
På grund af finansielle vanskeligheder solgte Saltzman sin andel af Danjaq til United Artists i 1975. Begyndende med filmen fra 1977, The Spy Who Loved Me, delte Danjaq halvdelen af sin copyright og interesser med United Artists Corporation, hvilket stadig er tilfældet, dog er copyright til filmene Casino Royale (2006) og Quantum of Solace (2008) delt med seriens nye biografdistributør, Columbia Pictures.
Nogle kilder, mest markant John Cork (forfatter til en række bøger om Bonds filmhistorie, og producer af mange dokumentarer til filmenes Special Edition på DVD-udgivelserne), påstår, at Broccoli tilbagekøbte sin 50% andel af Danjaq fra UA i midten af 1980'erne. Det påstås også, at MGM/UA har en eksklusiv distributionsaftale med Danjaq, der er meget mere lukrativ end da andelene var ejet af Broccoli og Saltzman.

### Copyright status
Selv om varemærkerettighederne til materialer relateret til Bondfilmene besiddes af Danjaq, er copyright til filmrettighederne (begyndende med Dr. No og bortset fra 2006-versionen af Casino Royale og Quantum of Solace produceret og co-copyrighted med Columbia Pictures) delt mellem Danjaq og United Artists Corporation. Varemærkerettighederne tilknyttet James Bond bøgerne og andre ikke-film publikationer besiddes af Ian Fleming Publications.

### Film lavet udenom Danjaq
Der er lavet en række James Bond film udenfor Danjaqs kontrol, inklusiv en parodi kaldet Casino Royale (1967), da rettighederne til denne bog var blevet solgt før EON/Danjaq handlen, og en seriøs James Bond film kaldet Never Say Never Again (1983), en genindspilning af Danjaq filmen Thunderball; den sidste var mulig på grund af en juridisk strid med Kevin McClory, en af de krediterede medforfattere til  Thunderball, der fik filmrettighederne til romanen i et forlig med Ian Fleming i 1963.